# 紫杏
紫杏（學名：Prunus × dasycarpa）为蔷薇科李属的植物。分布在伊朗、中亚地区、高加索、乌克兰、克什米尔地区以及中国大陆的新疆等地。紫杏可能是杏与樱桃李的杂交种。